# 羊场苗族彝族乡
羊场苗族彝族乡是中华人民共和国贵州省毕节市纳雍县下辖的一个民族乡。

## 行政区划
羊场苗族彝族乡下辖以下村级行政区划单位：
羊场村、凹梳村、保卫村、菜子地村、法窝村、繁荣村、戈落村、河滥沟村、法期村、茅草坪村、狸介村、奢嘎村、新丰村、新联村、永合村和曾底坝村。